# Brian McGilloway
Brian McGilloway (ur. 1974) – irlandzki pisarz, autor powieści kryminalnych, w których głównym bohaterem jest inspektor Benedict Devlin, pracujący w irlandzkiej policji.
Pochodzi z Derry (Irlandia Północna). Studiował na Królewskim Uniwersytecie w Belfaście, był tam zaangażowany w działalność teatru studenckiego. Pracuje w Kolegium świętego Kolumbana w Derry.
Zadebiutował w 2007 r. powieścią Borderlands (pol. wyd. pt. Na granicy), która była wymieniana w gronie kandydatów do nagrody Złoty Sztylet za debiut powieściowy.
Po ukazaniu się powieści, McGilloway podpisał kontrakt z wydawnictwem Macmillan Publishers na napisanie trzech innych powieści z inspektorem Devlinem w roli głównej. Dwie spośród powieści z tej serii zostały przełożone na język polski.

## Twórczość

### Seria: inspektor Benedict Devlin
- 2007 - Borderlands (wyd. pol. pt. Na granicy, przekład Przemysław Bieliński, Warszawa 2009)
- 2008 - Gallows Lane (wyd. pol. pt. Aleja Szubienic, przekład P. Bieliński, Warszawa 2010)
- 2009 - Bleed a River Deep
- 2010 - The Rising

### Inne
- 2011 - Little Girl Lost